# Georg Rost
Georg Rost (* 26. Februar 1870 in Würzburg; † 3. September 1958 ebenda) war ein deutscher Mathematiker und Hochschullehrer für Mathematik und Astronomie.

## Leben
Rost studierte an der Universität Würzburg bei dem Riemann-Schüler Friedrich Prym, bei dem er 1892 zum Dr. phil. promoviert wurde (Untersuchungen über die allgemeinste lineare Substitution, deren Potenzen eine endliche Gruppe bilden) und sich 1901 habilitierte (Theorie der Riemannschen Thetafunction). 1903 wurde er außerordentlicher Professor und am 16. September 1906 ordentlicher Professor in Würzburg als Nachfolger von Aurel Voss. Von 1918 bis 1920 war er Rektor der Universität und 1920 bis 1935 Direktor des Verwaltungsausschusses, wobei er sich Verdienste um den Ausbau der Universität erwarb. 1950 wurde das durch die Ernennung zum Ehrensenator gewürdigt und 1921 wurde er Ehrendoktor der Medizinischen Fakultät. Von 1933 bis 1935 war er Vize-Rektor und in dieser Zeit in Konflikt mit den Nationalsozialisten, obwohl er insgesamt eher unpolitisch war. Die Emeritierung erfolgte am 31. März 1935.
Ab 1923 war er Geheimrat (Geheimer Regierungsrat) und 1940 wurde er ordentliches Mitglied der Bayerischen Akademie der Wissenschaften. Anlässlich seines 70. Geburtstages erhielt er von der Stadt Würzburg 1940 die Stadtplakette in Bronze.
Er hatte auch ab 1907 die Leitung der Sternwarte der Universität inne (und war später, promoviert zum Dr. rer. nat.,  Professor für Astronomie), die dank einer großzügigen Spende 1927 neu gebaut werden konnte.
Seine Berufung hatte er vor allem der Entwicklung der Theorie der Prymschen Funktionen seines Lehrers zu verdanken. Er veröffentlichte mit Prym 1911 das Buch Theorie der Prymschen Funktionen 1. Ordnung im Anschluss an die Schöpfungen Riemanns und arbeitete auch nach seiner Emeritierung an einer Fortsetzung über Prymsche Funktionen höherer Ordnung. Das Manuskript verbrannte 1945 bei einem Bombenangriff auf Würzburg.
Zu seinen Doktoranden gehört Otto Haupt.
Zu Rosts Ehren wurde 1940 auf Vorschlag von Otto Volk der auf dem Königstuhl in Heidelberg entdeckte Kleine Planet 1937 TF als (1440) Rostia benannt.